# Арон из Кангека

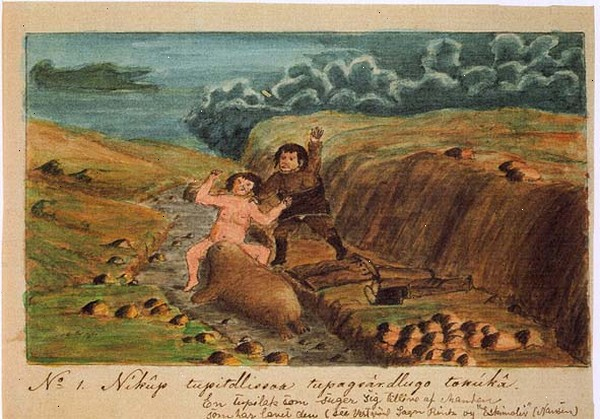
«Тупилак, женщина и мужчина». Акварель Арона из Кангека

Арон из Кангека (9 апреля 1822, Кангек — 12 марта 1869) — гренландско-эскимосский художник и сказитель. Считается «отцом» гренландской живописи.

## Биография

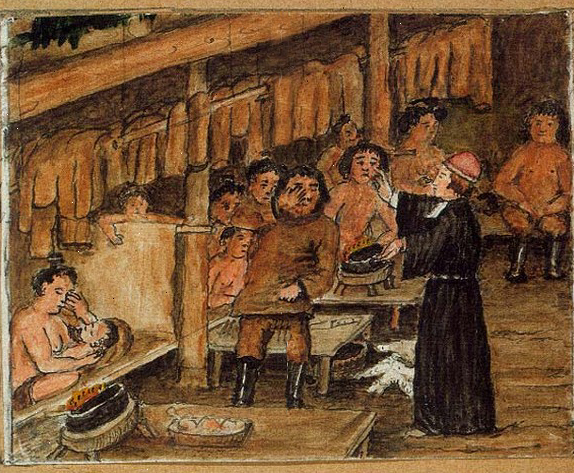
Миссионеры проповедуют среди калааллитов. Акварель Арона из Кангека

Арон родился на территории ныне не существующего селения Кангек в районе современного административного центра Гренландии Нуук (ранее Готхоб) в семье эскимоса-катехета. Он вырос в атмосфере проповедей действовавшей в Гренландии Моравской церкви и имел тесные контакты со многими важными людьми датской колонии того времени, такими как Самуил Клейншмидт и Генрих Ринк. Арон впоследствии сам стал катехетом, поэтому умел читать и писать, однако главным источником дохода для него была охота на тюленей. Последние десять лет своей жизни, однако, он сильно страдал от туберкулёза и не мог самостоятельно охотиться, поэтому поддерживал себя искусством. К концу жизни он в значительной степени отошёл от традиционной охотничьей калааллитской культуры, приблизившись к датско-норвежской колониальной, что оказало влияние и на его творчество. В 1869 году Арон скончался от болезни.

## Творчество

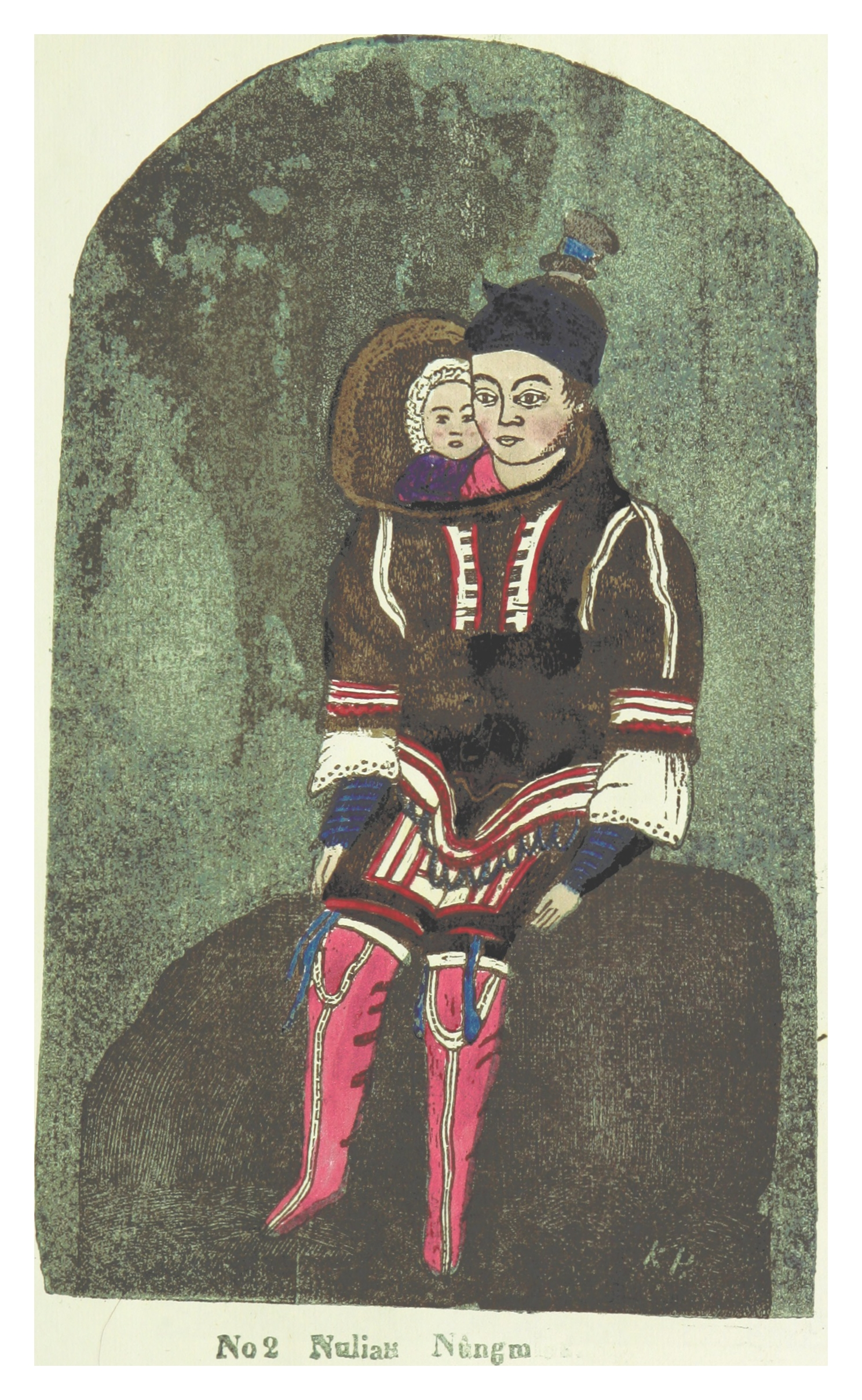
Мать и дитя. Литография по рис. Арона из Кангека (1860)

Художественный талант Арона был открыт и поддерживался в основном Генрихом Ринком, который снабжал его также необходимыми для рисования материалами. Для Ринка Арон выполнил также множество гравюр на дереве, которые затем часто служили иллюстрациями для основанной Ринком газеты Atuagagdliutit. Однако преимущественно Арон из Кагнека занимался (в большинстве случаев мелкоформатной) акварельной живописью. Тематика его картин была преимущественно связана с изображением сюжетов из старых инуитских мифов, в том числе встреч инуитов с гренландскими колонистами и волшебно-сказочных картин, а также гренландской будничной жизни. При этом формально он в значительной степени вдохновлялся распространёнными иллюстрациями из Библии своего времени. Под влиянием Ринка, который сам собирал гренландские легенды и сказки, Арон также начал записывать лежащие в основе его картин мифы, которые помнил.
Ныне в Нууке выставлено более 400 сохранившихся картин Арона, однако 89 находятся в этнографическом музее в Осло. Туда попали преимущественно те картины, которые не посчитали возможным выставлять в Нууке из-за их откровенно эротического содержания.